# Eudóxia Epifânia
Eudóxia Epifânia (7 de julho de 611 - década de 630) foi a única filha do imperador bizantino Heráclio (r. 610–641) e sua primeira esposa Fábia Eudócia (r. 610–612). Nasceu na capital imperial em 611 e foi batizada no mesmo ano. Com a morte de sua mãe foi coroada augusta em meio a uma grande cerimônia.
Acompanhou seu pai durante suas campanhas contra o Império Sassânida e foi oferecida em casamento a Ziebel, comandante dos cazares, à época um aliado contra os persas. Com a morte de seu pretendente, Epifânia retornou para a capital. Em 636, Ciro de Alexandria (631–646) sugeriu que fosse oferecida em casamento para o comandante árabe Anre ibne Alas. Provavelmente morreu até o fim da década.

## Biografia

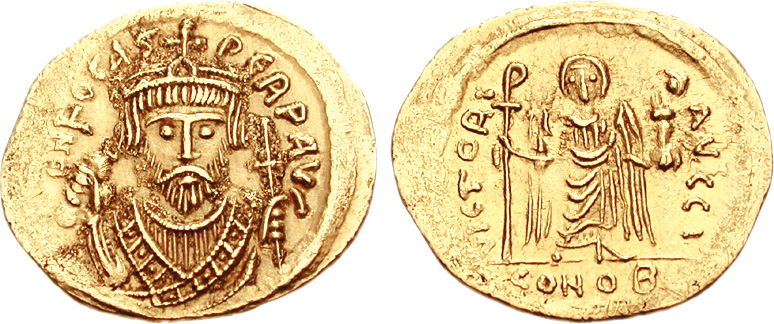
Soldo de Focas r.

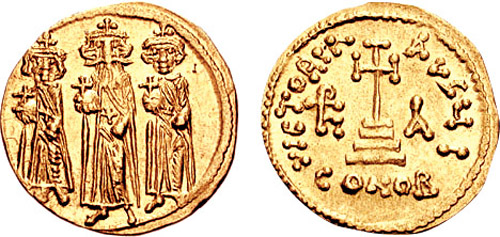
Soldo de Heráclio r., Heráclio Constantino r. e Heraclonas r.

Epifânia era filha de Heráclio (r. 610–641) com sua primeira esposa Fábia Eudócia (r. 610–612). Ela nasceu em Constantinopla, no palácio suburbano de Hieria, em 7 de julho de 611, nove meses após o casamento deles. Foi batizada no Palácio de Blaquerna em 15 de agosto, dia da Assunção de Maria, pelo patriarca constantinopolitano Sérgio I (610–638) e seu nome foi uma homenagem a sua avó paterna. Devido a morte de Fábia Eudócia em 13 de agosto de 612, foi coroada augusta sob nome de Eudóxia em 4 de outubro daquele ano. A cerimônia foi realizada na Igreja de São Estêvão no Grande Palácio por Sérgio. Depois disso, segundo a Crônica Pascoal, Filareto e Sineto escoltaram-na numa carruagem para Santa Sofia para receber as aclamações do povo.
Durante este período, o Império Bizantino estava em guerra com o Império Sassânida. Tal como seus meio-irmãos e sua madrasta Martina (r. 613–641), seguiu seu pai em campanha, ao menos em 624, quando partiram até Nicomédia antes de voltarem para a capital. Em 626, quando Epifânia completou ca. 15 anos, Heráclio aliou-se aos cazares de Ziebel contra os sassânidas. Para assegurar sua ajuda, Heráclio prometeu Eudóxia em casamento, porém, devido ao assassinato dele no final de 629, ela voltou à capital. Em 636, o patriarca Ciro de Alexandria (631–646) sugeriu a Heráclio que pagasse tributos aos árabes e oferecesse em casamento Epifânia ou outra de suas filhas para o general Anre ibne Alas para frear o avanço inimigo. Considerando a omissão à Epifânia no relato do Sobre as Cerimônias do imperador Constantino VII Porfirogênito (r. 913–959) para a data 4 de janeiro de 639, é provável que já estivesse morta por esta época.